# Hans-Joachim Laabs

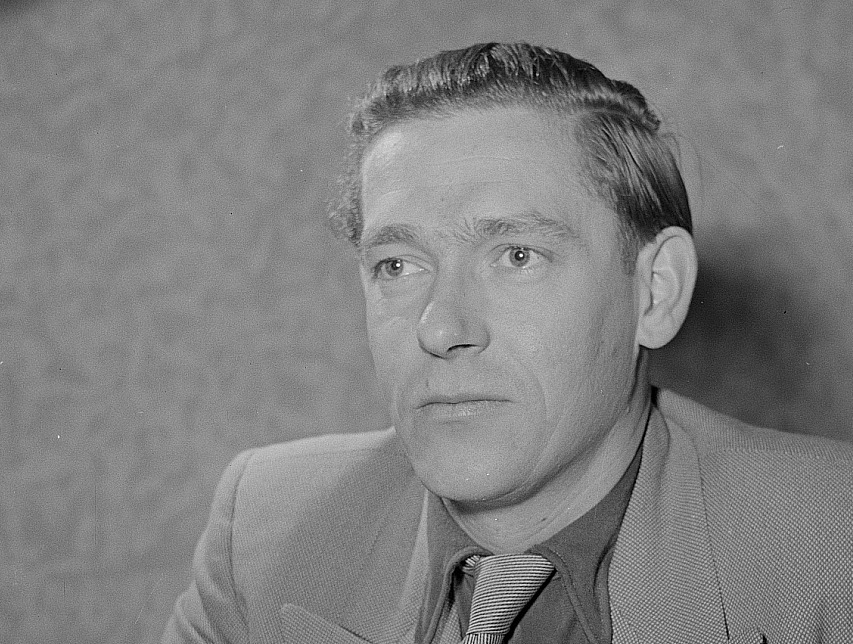
Hans-Joachim Laabs, 1953

Hans-Joachim Laabs (* 1. April 1921 in Regenwalde in Hinterpommern; † 8. Juli 2009 in Schöneiche bei Berlin) war ein deutscher Politiker (SED). Er war von 1950 bis 1952 Minister für Volksbildung des Landes Mecklenburg und kurzzeitig Minister für Volksbildung der DDR.

## Leben
Der Bäckerssohn wuchs in Kolberg auf, wo er 1939 sein Abitur ablegte. Am 13. April 1939 beantragte er die Aufnahme in die NSDAP und wurde zum 1. September 1939 aufgenommen (Mitgliedsnummer 7.155.235). Er wurde zum Reichsarbeitsdienst eingezogen. Während des anschließenden Dienstes bei der Wehrmacht wurde Laabs wegen kommunistischer Umtriebe und Wehrkraftzersetzung zur Frontbewährung verurteilt.

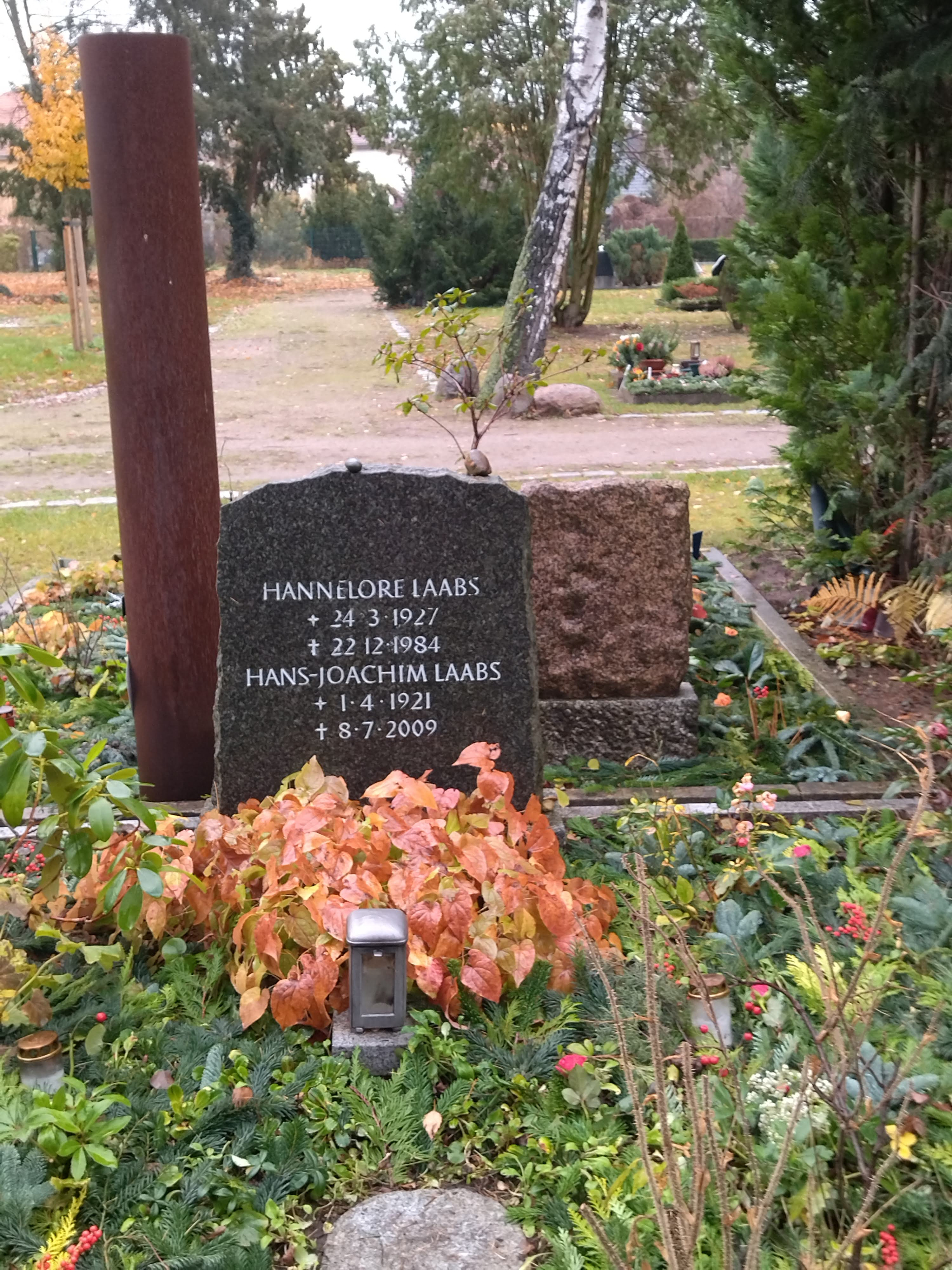
Grab von Hans-Joachim Laabs in Schöneiche bei Berlin

Als Kriegsgefangener kehrte er 1945 aus den Vereinigten Staaten zurück und begann im mecklenburgischen Hornkaten eine Tätigkeit als Neulehrer. Im Jahr 1946 wurde Laabs Mitglied der SED. 1947 war er Schulleiter in Grabow in Mecklenburg, ein Jahr später Schulrat des Landkreises Ueckermünde und ab 1949 in der Stadt Schwerin. 1950 wurde Laabs zum Hauptabteilungsleiter Erziehung und Unterricht beim mecklenburgischen Volksbildungsministerium ernannt und im selben Jahre als Nachfolger von Gottfried Grünberg Minister für Volksbildung in Mecklenburg.
Am 14. August 1952 wurde Laabs von Ministerpräsident Otto Grotewohl zum Staatssekretär im Ministerium für Volksbildung der DDR ernannt und seine Amtsvorgängerin Elisabeth Zaisser auf den Ministerposten berufen. Im Herbst 1953 wurde Laabs zunächst amtierend mit der Leitung des Ministeriums beauftragt, nachdem im Zuge der Zaisser/Herrnstadt-Affäre die Ehefrau von Wilhelm Zaisser ihren Abschied nehmen musste. Am 18. März 1954 ernannte die Regierung Laabs dann offiziell zum Minister für Volksbildung. Nach der Volkskammerwahl 1954 und der anschließenden Regierungsneubildung räumte Laabs seinen Ministerstuhl wieder und arbeitete bis 1958 wieder als Staatssekretär im Ministerium für Volksbildung.
Die mit dem Aufstand vom 17. Juni 1953 geschaffenen Unsicherheiten über den künftigen politischen Kurs führten auch im Bildungsministerium zu Unsicherheiten. So schwankte man zwischen einer Übernahme der Sowjetpädagogik und der Orientierung an deutschen Bildungstraditionen. 1958 setzte sich Walter Ulbricht mit einer Kritik am antimarxistischen Revisionismus durch. Laabs verlor im September 1958 wegen „Revisionismus“ und „Dogmatismus“ sein Amt als Staatssekretär im Ministerium für Volksbildung, abgelöst durch Werner Lorenz. Volksbildungsminister Fritz Lange wurde im Dezember 1958 abgelöst.
Von 1958 bis 1963 war Laab Bezirksschulrat in Frankfurt (Oder) und anschließend stellvertretender Hauptdirektor des Verlags Volk und Wissen. 1966 wurde Laabs am Deutschen Pädagogischen Zentralinstitut Berlin mit der Arbeit Über den Charakter der Schulpolitik fortgeschrittener westafrikanischer Nationalstaaten. Dargestellt am Beispiel der Republiken Guinea, Mali und Ghana promoviert. Von Juni 1973 bis März 1981 war Laabs Hauptdirektor des Verlags Volk und Wissen; gleichzeitig übernahm er die Leitung des Bereiches Internationale Bildungspolitik an der Akademie der Pädagogischen Wissenschaften der DDR (APW). Im Jahr 1981 erhielt er die Ernennung zum Professor für Internationale Bildungspolitik an der APW. Ein Jahr später trat er in den Ruhestand. Laabs lebte bis zu seinem Tode in Schöneiche bei Berlin und ist der Vater des Schwulenaktivisten Klaus Laabs.

## Auszeichnungen
- 1954 Carl-Friedrich-Wilhelm-Wander-Medaille
- 1970 Vaterländischer Verdienstorden in Bronze, 1979 in Silber und 1986 in Gold[3]
- 1976 Wilhelm-Bracke-Medaille in Gold
- 1977 Ehrentitel Verdienter Verleger der UdSSR